# Regierung Demotte I (Wallonien)
Die Regierung Demotte I war die vierzehnte wallonische Regierung. Sie amtierte vom 20. Juli 2007 bis zum 23. Juni 2009.
Seit der Regionalwahl am 13. Juni 2004 bildeten die Sozialistische Partei (PS) und die Centre Démocrate Humaniste (CDH) eine Koalition. Elio di Rupo, Ministerpräsident seit 2005, wurde bei der Wahl zum föderalen Parlament am 10. Juni 2007 in die Belgische Abgeordnetenkammer gewählt. Di Rupo, der auch Vorsitzender der PS war, nahm das Mandat an und trat am 12. Juli 2007 als wallonischer Ministerpräsident zurück. Sein Nachfolger als Ministerpräsident wurde Rudy Demotte (PS), bisher Minister für Soziales und Gesundheit in der föderalen Regierung Verhofstadt II. Nach der Regionalwahl am 7. Juni 2009 trat die grüne Ecolo der Regierungskoalition bei. Demotte blieb Ministerpräsident.

## Zusammensetzung
| Amt                                                                                         | Name                         | Partei | Partei | Amtszeit                          |
| ------------------------------------------------------------------------------------------- | ---------------------------- | ------ | ------ | --------------------------------- |
| Ministerpräsident                                                                           | Rudy Demotte                 |        | PS     | 20. Juli 2007– 23. Juni 2009      |
| stellvertretender Ministerpräsident und Minister für Wohnungen, Verkehr und Raumentwicklung | André Antoine                |        | CDH    | 20. Juli 2007– 23. Juni 2009      |
| stellvertretender Ministerpräsident und Minister für Haushalt, Finanzen und Ausrüstung      | Michel Daerden               |        | PS     | 20. Juli 2007– 23. Juni 2009      |
| Minister für innere Angelegenheiten und den öffentlichen Dienst                             | Philippe Courard             |        | PS     | 20. Juli 2007– 23. Juni 2009      |
| Minister für Wirtschaft, Arbeit, Außenhandel und Kulturerbe                                 | Jean-Claude Marcourt         |        | PS     | 20. Juli 2007– 23. Juni 2009      |
| Ministerin für Forschung, neue Technologien und Außenbeziehungen                            | Marie-Dominique Simonet      |        | CDH    | 20. Juli 2007– 23. Juni 2009      |
| Minister für berufliche Weiterbildung                                                       | Marc Tarabella               |        | PS     | 20. Juli 2007– 23. Juni 2009      |
| Minister für Gesundheit, Soziales und Chancengleichheit                                     | Paul Magnette                |        | PS     | 20. Juli 2007– 21. Dezember 2007  |
| Minister für Gesundheit, Soziales und Chancengleichheit                                     | Rudy Demotte (kommissarisch) |        | PS     | 21. Dezember 2007– 7. Januar 2008 |
| Minister für Gesundheit, Soziales und Chancengleichheit                                     | Didier Donfut                |        | PS     | 8. Januar 2008– 14. Mai 2009      |
| Minister für Gesundheit, Soziales und Chancengleichheit                                     | Rudy Demotte (kommissarisch) |        | PS     | 14. Mai 2009– 23. Juni 2009       |
| Minister für Landwirtschaft, den ländlichen Raum, Umwelt und Tourismus                      | Benoît Lutgen                |        | CDH    | 6. Oktober 2005– 20. Juli 2007    |

## Umbesetzungen
Gesundheitsminister Paul Magnette trat am 21. Dezember 2007 zurück und wurde Minister für Klima und Energie in der föderalen Regierung Verhofstadt III Sein Nachfolger wurde Didier Donfut (PS), zuvor Minister für Soziales und Gesundheit in der föderalen Regierung Verhofstadt II. Donfut, durch diverse Affären belastet, sah sich gezwungen am  14. Mai 2009, kurz vor den Regionalwahlen, zurückzutreten.